# Sitophora lycaste
Sitophora lycaste là một loài bướm đêm trong họ Noctuidae.